# Rufus King Garland
Rufus King Garland junior (* 22. Mai 1830 in Covington, Tennessee; † 12. Dezember 1886 in Prescott, Arkansas) war ein US-amerikanischer Jurist, Plantagenbesitzer, Methodistenprediger und Politiker. Ferner diente er als Offizier in der Konföderiertenarmee. Der Politiker Augustus Hill Garland (1832–1899) war sein Bruder.

## Werdegang
Rufus King Garland junior wurde 1830 im Tipton County geboren. Die Familie zog in seiner Kindheit nach Arkansas und ließ sich dort im Hempstead County nieder. Über seine Jugendjahre ist nichts bekannt. Irgendwann studierte er Jura und begann dann nach dem Erhalt seiner Zulassung als Anwalt zu praktizieren. Er heiratete Isabelle Walker, Tochter von David Walker, dem wohlhabendsten Mann im Hempstead County. Die Ehe blieb kinderlos. Garland besaß eine eintausend Acres große Plantage. Zwischen 1858 und 1861 saß er im Repräsentantenhaus von Arkansas. Er gehörte bis 1860 der Whig Party an und nach deren Auflösung der Demokratischen Partei. Nach der Sezession von Arkansas und dem Ausbruch des Bürgerkrieges verpflichtete er sich in der Konföderiertenarmee. Er nahm 1863 an den Feldzügen in Arkansas teil. Zu jenem Zeitpunkt diente er in Army of Tennessee und bekleidete den Dienstgrad eines Colonels. 1863 wurde er durch eine Militärwahl für den zweiten Wahlbezirk von Arkansas in den  zweiten Konföderiertenkongress gewählt, da der Großteil von Arkansas von der Union besetzt war. Er trat seinen Posten am 18. Februar 1864 an und diente dort bis zum Ende der Konföderation. 1874 nahm er als Delegierter an der Verfassunggebenden Versammlung von Arkansas teil. In jener Zeit gehörte er der Greenback Party an. Garland kandidierte dann 1880 erfolglos im zweiten Wahlbezirk von Arkansas für das US-Repräsentantenhaus und 1882 für das Amt des Gouverneurs von Arkansas. Er verstarb 1886 in Prescott und wurde dann auf dem Old Washington Cemetery in Washington (Arkansas) beigesetzt.